# Gigiën
Gighen o Gigiën (o Kuala Gigiën) fou una federació d'estats natius vassalls del sultà d'Atjeh i després d'Països Baixos, situada a la costa nord-est de Sumatra.
La seva bandera era vermella, i portava dues espases blanques creuades amb la punta cap al vol, i sobre una mitja lluna blanca amb les puntes cap dalt.
Estats de la federació:
- Kemangan (el territori fraccionat en dues parts)
- Soewit Sama Indra
- Kemala
- Pinang (el territori fraccionat en dues parts)
- Paleuh
- Gloempeng Pajöng